# مقاطعة شوتشنغ
مقاطعة شوتشنغ (بالصينية: 舒城县 )‏ هي محافظة في الصين، في جمهورية الصين الشعبية، تتبع لوان، تبلغ مساحتها 2,092 كيلومتر مربع، رمزها البريدي هو 231300.

## مدن توأم
المدن التوأم:
- إيليكتروستال.

## أعلام
- ياو ديفين